# Poligen
Un "poligen" o "herencia genética múltiple" es un miembro de un grupo de genes no epistáticos que interactúan de manera aditiva para influir en un rasgo del fenotipo. El término "monocigoto" se usa generalmente para referirse a un gen hipotético ya que a menudo es difícil caracterizar el efecto de un gen individual a partir de los efectos de otros genes y el medio ambiente en un fenotipo particular. Sin embargo, los avances en la metodología estadística y la secuenciación de alto rendimiento permiten a los investigadores localizar genes candidatos para el rasgo. En el caso de que tal gen se identifica, se conoce como un locus de rasgo cuantitativo (QTL). Estos genes generalmente también son pleiotrópicos. Se piensa que los genes que contribuyen a la diabetes tipo 2 son en su mayoría poligenes. En julio de 2016, los científicos informaron que identificaron un conjunto de 355 genes del último ancestro común universal (LUCA) de todos los organismos que viven en la Tierra.
Los rasgos con determinismo poligénico corresponden a los caracteres cuantitativos clásicos, a diferencia de los caracteres cualitativos con determinismo monogénico u oligogénico. En esencia, en lugar de dos opciones, como pecas o sin pecas, hay muchas variaciones. Como el color de la piel, el cabello o incluso los ojos.

## Visión general
El locus poligénico es cualquier locus individual que se incluye en el sistema de genes responsables del componente genético de la variación en un carácter cuantitativo (poligénico). Las sustituciones alélicas contribuyen a la varianza en un carácter cuantitativo específico. El locus poligénico puede ser un locus genético único o complejo en el sentido convencional, es decir, un gen único o un bloque estrechamente vinculado de genes funcionalmente relacionados.
En el sentido moderno, el modo de herencia de los patrones poligénicos se denomina herencia poligénica, cuyas propiedades principales se resumen a continuación: 
1. La mayoría de los rasgos métricos y merísticos están controlados por una serie de loci genéticos.
2. El modo principal de interacción de genes no paralelos en las series de genes correspondientes es la adición de contribuciones de alelos particulares principalmente pequeñas.
3. Los efectos de la sustitución alélica en cada uno de los genes de segregación suelen ser relativamente pequeños e intercambiables, lo que hace que una gran variedad de genotipos puedan mostrar un fenotipo idéntico.
4. La expresión fenotípica de los caracteres poligénicos está sufriendo una modificación considerable por la influencia ambiental.
5. Los caracteres poligénicos muestran una distribución continua en lugar de discontinua.
6. Los sistemas equilibrados de herencia poligénica en una población contienen una gran cantidad de variabilidad genética potencial en la condición heterocigótica y se liberan en pequeños incrementos a través de la recombinación genética entre polígenas enlazadas.[4][5][6][7]

## Herencia
La herencia poligénica se produce cuando una característica está controlada por dos o más genes. A menudo los genes son grandes en cantidad pero pequeños en efecto. Ejemplos de herencia poligénica humana son altura, color de piel, color de ojos y peso. Las poligenes también existen en otros organismos. Drosophila, por ejemplo, muestra poligenia con rasgos como la morfología del ala, recuento de cerdas y muchos otros. 

## Distribución de rasgos
La frecuencia de los fenotipos de estos rasgos generalmente sigue un patrón de distribución de variación continua normal. Esto resulta de las muchas combinaciones alélicas posibles. Cuando se trazan los valores, se obtiene una curva en forma de campana. El modo de la distribución representa el fenotipo óptimo o más apto. Cuantos más genes estén involucrados, más suave será la curva estimada. Sin embargo, en este modelo, todos los genes deben codificar los alelos con efectos aditivos. Este supuesto es a menudo poco realista ya que muchos genes muestran efectos de epistasis que pueden tener efectos impredecibles en la distribución de los resultados, especialmente cuando se analiza la distribución en una escala fina.

## Mapeo de poligenes

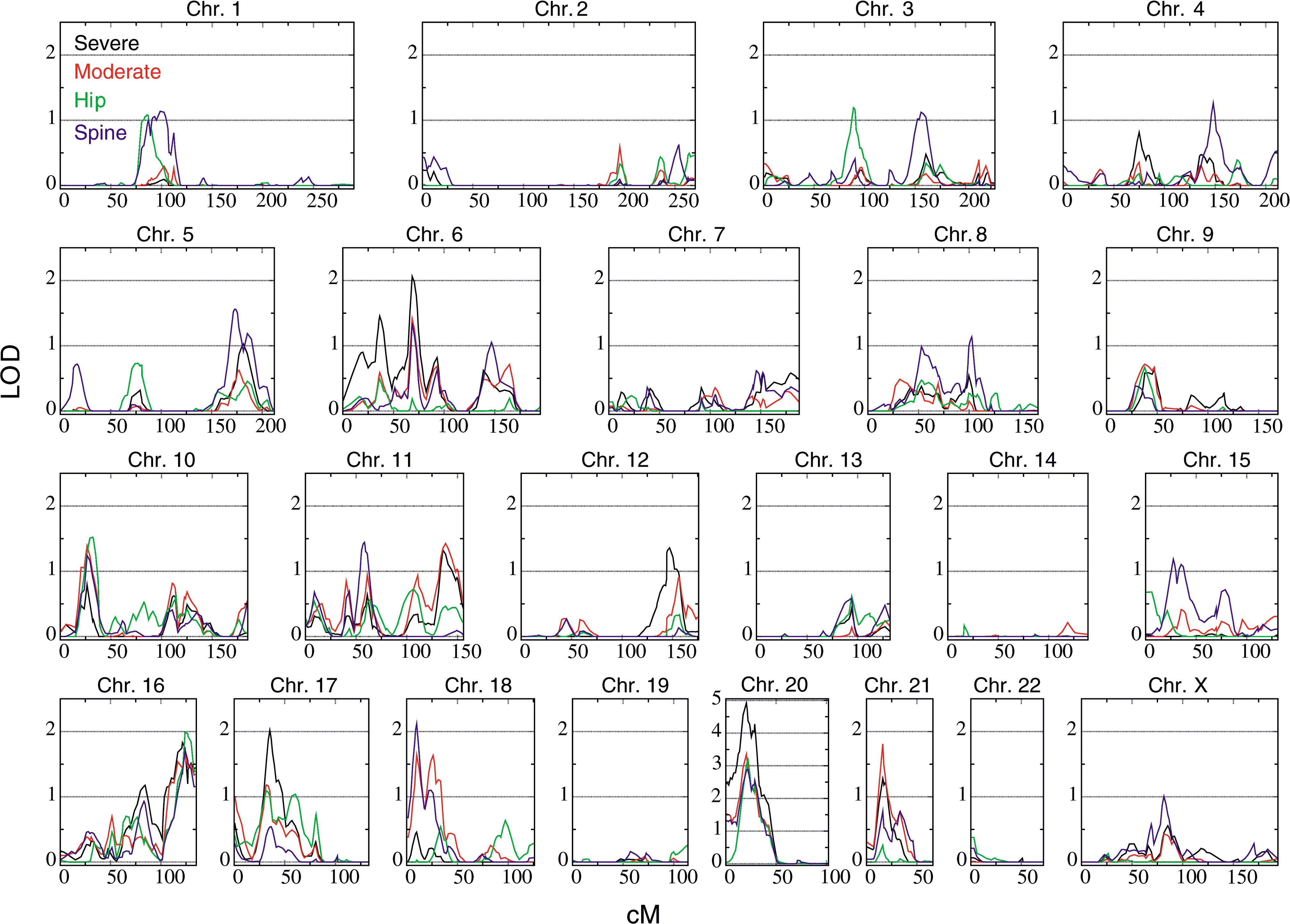
Ejemplo de un escaneo de genoma completo para QTL de osteoporosis

Tradicionalmente, la cartografía de polígenos requiere herramientas estadísticas disponibles para ayudar a medir los efectos de los polígenos, así como a reducir los genes individuales. Una de estas herramientas es QTL-mapping. El mapeo QTL utiliza un fenómeno conocido como desequilibrio de ligamiento al comparar genes marcadores conocidos con fenotipos correlacionados. A menudo, los investigadores encontrarán una gran región de ADN, llamada locus, que representa una cantidad significativa de la variación observada en el rasgo medido. Este locus generalmente contendrá una gran cantidad de genes responsables. Una nueva forma de QTL se ha descrito como expresión QTL (eQTL). Los eQTL regulan la cantidad de ARNm expresado, que a su vez regula la cantidad de proteína dentro del organismo.
Otro interés de los genetistas estadísticos que utilizan el mapeo QTL es determinar la complejidad de la arquitectura genética subyacente a un rasgo fenotípico. Por ejemplo, pueden estar interesados en saber si un fenotipo está formado por muchos loci independientes, o por unos pocos loci, y cómo interactúan esos loci. Esto puede proporcionar información sobre cómo el fenotipo puede estar evolucionando. 